# Vacceos

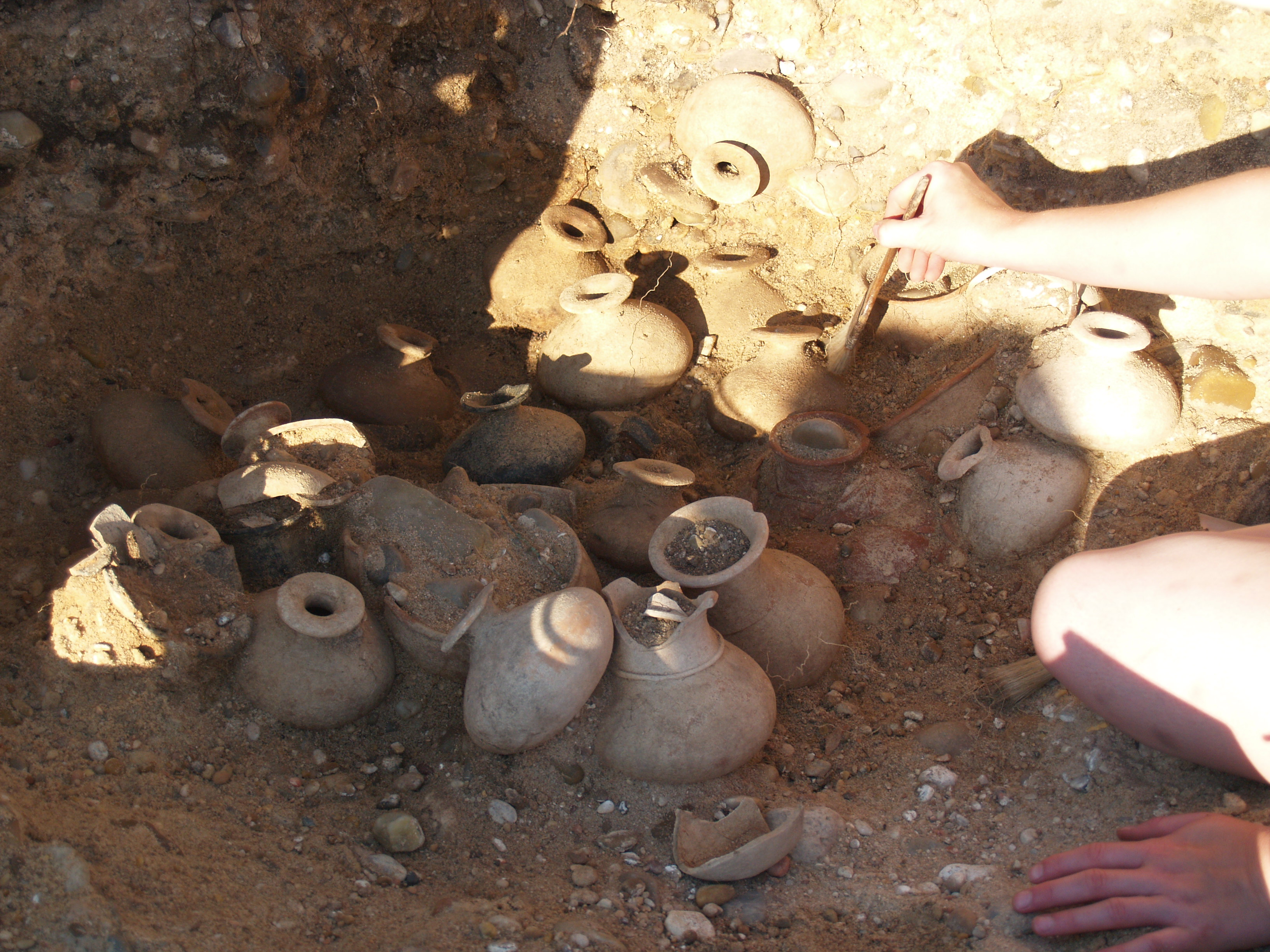
Enterramiento de la necrópolis vaccea de Pintia, en el que se aprecian diferentes tipos de vasos utilizados como ajuar funerario.

Pueblos prerromanos de la península ibérica.

Idiomas en la península ibérica en el 300 a. C..

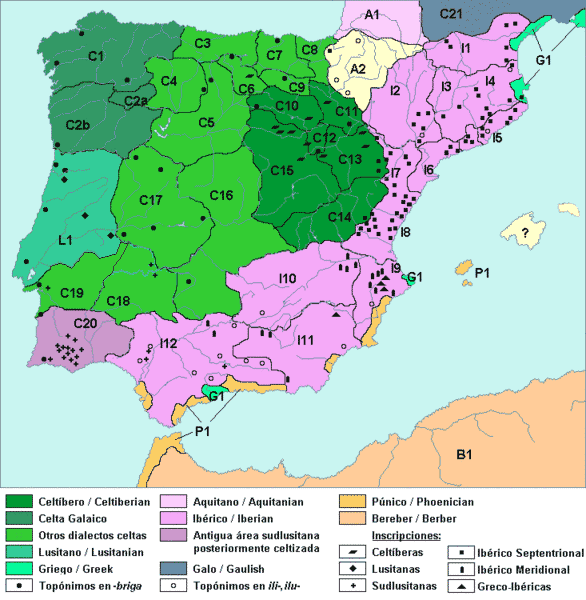
Familias lingüísticas de la península ibérica antes de la romanización
C1: Galaicos / C2b: Brácaros / C3: Cántabros / C4: Astures / C5: Vacceos / C6: Turmogos / C7: Autrigones-Caristios / C8: Várdulos / C9: Berones / C10: Pelendones / C11: Belos / C12: Lusones / C13: Titos / C14: Olcades / C15: Arévacos / C16: Carpetanos / C17: Vetones / C18-C19: Célticos / C20: Conios / L1: Lusitanos / I1: Ceretanos / I2: Ilergetes / I3: Lacetanos / I4: Indigetes / I5: Layetanos / I6: Ilercavones / I7: Sedetanos / I8: Edetanos / I9: Contestanos / I10: Oretanos / I11: Bastetanos / I12: Turdetanos / G21: Galos / G1: Griegos / P1: Fenicios/Cartagineses / B1: Bereberes.

Los vacceos  fueron un pueblo prerromano asentado en el sector central de la cuenca del Duero (España), a lo largo y ancho de una superficie de unos 45 000 km², zona a la que se le dio el nombre de región Vaccea. Su existencia está probada al menos desde el siglo III a. C. Polibio relata —aunque él no fue testigo directo— la toma por Aníbal, en 220 a. C. de las ciudades vacceas de Helmántica (Salamanca) y Arbucala (Toro).
En el año 178 a. C. el pretor Lucio Postumio Albino celebra su triunfo tras la conquista de los vacceos y lusitanos durante su mandato en la provincia de Hispania Ulterior. Aun así se tardó en pacificar el territorio definitivamente. Los vacceos fueron sometidos en una serie de campañas entre los años 73 y 56 a. C., dirigidas por Pompeyo y Quinto Cecilio Metelo Pío, y entraron a formar parte de la Hispania Citerior. Pero siguió habiendo conflictos con los vacceos que no acabaron definitivamente hasta la guerra del 29 a. C., cuando los romanos inician la campaña que dio lugar a las guerras cántabras y la romanización total de la península ibérica.

## Orígenes y pertenencia étnica
Los vacceos están considerados dentro del grupo de los celtas peninsulares y su origen hay que buscarlo en los pueblos centroeuropeos que desarrollaron la cultura de Hallstatt. Practicaban una agricultura de tipo colectivista y ganadería trashumante. En aquella época la comarca ya era definida por las crónicas como una región «libre y descubierta» y «un país abierto, de trigales, tierra desarbolada».
Hace unos años se hablaba de ellos como un pueblo de origen celta, perteneciente al grupo de los belóvacos, quienes habrían partido desde el norte de Europa en torno al año 600 a. C. junto a otros pueblos del grupo celta de los belgas, a consecuencia de las presiones ejercidas por los pueblos germanos, alcanzando las tierras del interior peninsular en la primera mitad del siglo VI a. C., junto a otros pueblos como los arévacos (nombre que no significa otra cosa que vacceos orientales).
Uno de los rasgos más destacados de la organización socioeconómica de los vacceos era la existencia de una importante actividad agrícola cerealista (donde se cultivó fundamentalmente el trigo y la cebada), basada en un régimen de propiedad colectiva. Su producción era de tal magnitud, que numantinos y arévacos dependían de los vacceos para aprovisionarse del cereal. Y esta dependencia era tal, que Escipión Emiliano, cuando sitió Numancia entre 134 y 133 a. C. saqueó las cosechas de los vacceos para impedir de cualquier forma el aprovisionamiento de Numancia, pues eran los vacceos, quienes según Apiano, suministraban grano a los numantinos. Esta tradición cerealista ya proviene de la primera Edad del Hierro, por lo cual en época de la guerra numantina estaba muy arraigada en tierras vacceas. Esta actividad cerealista se testimonia en los poblados de la facies cultural de Soto de Medinilla. Pero no era la actividad agrícola cerealista la única actividad económica del pueblo vacceo, pues era un complemento de la actividad principal, la ganadera, como en el resto de las poblaciones de la Meseta norte, aunque en el caso vacceo, el complemento agrícola era de mayor importancia que en el resto de los pueblos vecinos.
Este sistema agrícola hizo que la sociedad vaccea se viese libre del mal endémico del momento, el bandolerismo que alcanzó altas cotas entre sus vecinos, siendo los vacceos objeto preferido de razzias y correrías. Lo que nos pone de relieve la excepcionalidad del pueblo vacceo dentro del conjunto de los pueblos prerromanos de la meseta durante la Edad del Hierro.

## Elementos culturales
En el estudio de los yacimientos se encuentran elementos propios de la cultura vaccea sobre los restos de culturas anteriores (como en el caso del Soto de Medinilla, en Valladolid), donde existen evidencias de poblamiento desde el Neolítico hasta la II Edad de Hierro, (es decir, el periodo vacceo), lo que permite estudiar con cierto detalle la evolución de los grupos humanos de esta zona de la meseta, dando paso a la teoría evolutiva de esta civilización.
La valoración de los aspectos culturales relacionados con el sur de España, apenas tenidos en cuenta en las primeras investigaciones, así como los datos que aportan los estudios realizados sobre la ruta interior del estaño, han posibilitado a partir de 1970 avanzar notablemente en el conocimiento de la formación de la civilización vaccea. Actualmente parece probada la existencia de una vía terrestre para el comercio del estaño en la época de apogeo de la civilización de Tartessos. Esta vía coincidiría con la que posteriormente sería utilizada por la Antigua Roma y conocida como Vía de la Plata. El tránsito durante siglos de esta vía puso en contacto a los pueblos del interior con los más evolucionados del sur de España.
Sus viviendas estaban generalmente construidas con adobes revocados con un manteado de barro, comprendían planta rectangular, donde se encontraba la estancia principal, con bancos corridos adosados a las paredes.

### El colectivismo vacceo
Acerca del sistema agrario de los vacceos, el cronista griego Diodoro escribe lo siguiente:

El más avanzado de entre los pueblos vecinos a éstos [los celtíberos], es el conjunto de los llamados vacceos: pues éstos, cada año, distribuyen la tierra arable a los labradores, y poniendo en común sus frutos, entregan a cada uno su parte, y a los labradores que se apropiaban de alguna parte para ellos mismos, daban la muerte como castigo.

Aupados por esta descripción, los historiadores modernos han especulado sobre un sistema colectivista de administración agrario entre los vacceos, llegando algunos autores —más notablemente Joaquín Costa— a asociaciones políticas con un posible socialismo primitivo, mientras que otros se han decantado por considerarlo una concepción literaria irreal, propia de cronistas estoicos como Diodoro, rápidos para conferir atributos utópicos a determinados pueblos bárbaros. Estas teorías cuentan con una dificultad inherente a la hora de verificarlas mediante las evidencias arqueológicas existentes, lo que invita a múltiples interpretaciones.
La arqueología muestra que la sociedad vaccea se encontraba tan estratificada como la de sus vecinos peninsulares, dotada de esclavitud y dirigida en su cúspide por una aristocracia militar que acapararía la mayor parte del ganado y la explotación de los metales preciosos. Al mismo tiempo, destaca un posible almacén comunitario de herramientas agrarias encontrado en Langa de Duero, contrapuesto a la presencia de menores inmuebles familiares como los de Soto de Medinilla y Montealegre de Campos, y existe una interpretación del bronce de Contrebia que hablaría de terrenos privados y terrenos comunales, todo lo cual parece indicar una coexistencia de propiedad privada tradicional y de alguna clase de propiedad pública como la declarada por Diodoro. Este sistema se ha vinculado con el grado de desarrollo urbano de las culturas del área, el cual habría permitido una mayor complejidad política en la administración de la tierra, incluyendo comunidades como las gentilicias.
Puesto que el texto diodoreo no refiere específicamente que el reparto de la cosecha pública fuera igualitario ni individual, para autores como Caro Baroja la arqueología determinaría una sociedad en la que el fruto común era distribuido entre los grandes cabezas de familia, que después procederían a su administración privada. El origen de este sistema se encontraría en la fusión étnica de una economía pastoril migrante con la de una sociedad agrícola asentada, aplicando a la segunda los principios comunitarios de la primera. Por su parte, Salinas ve en los vacceos un colectivismo a pequeña escala propiciado por situaciones de amenaza militar, en las que el bien de la comunidad tomaría un papel primordial frente al privado. Respaldan esta hipótesis los ataques de que el territorio habría sido objeto por su alta productividad, contándose no sólo el bandidaje indígena de astures, cántabros, vetones y otros, sino también el expansionismo bárquida y posteriormente romano.
En todo caso, el colectivismo no se trataría de un patrimonio exclusivamente vacceo en el mundo antiguo. Vigil y Salinas han propuesto su extensión a sus vecinos vetones, sobre todo a causa de la afiliación étnica mixta de ciudades como Salmantica, mientras que Baroja y Blázquez citan varias otras culturas indoeuropeas provistas de un colectivismo primitivista de descripción similar, como los dálmatas de Iliria, los getas tracios y los escitas eurasiáticos, a los que Domínguez añade la Iberia asiática, algunas tribus germánicas y ciertas comunidades de la India. El colectivismo vacceo, como el caso de algunos de los citados, habría acabado desapareciendo con la administración provincial romana tras la conquista de Hispania, sin que sea posible conocer a ciencia cierta ni el comienzo ni la evolución anterior de esta práctica.

## Guerreros
En cuanto a armamento y vestimenta, Diodoro de Sicilia, por la descripción de Posidonio, nos cuenta lo que sigue:

Muéstranse en la guerra no sólo buenos jinetes, sino también infantes excelentes por su empuje y su resistencia. Llevan capas negras y ásperas, de una lana parecida a la de las cabras salvajes. Algunos de los celtíberos se arman con escudos galos, otros, en cambio, llevan grandes escudos redondos del tamaño del aspis griego. En sus piernas y espinillas trenzan bandas de pelo, y cubren sus cabezas con cascos de bronce adornados con crestas de color escarlata. Usan también espadas de dos filos, forjadas con excelente hierro, y puñales de un palmo de longitud, de los cuales se sirven en los combates cuerpo a cuerpo. (…) Y como combaten a pie y a caballo, cuando han vencido luchando a caballo se apean y, adoptando la formación de la infantería, dan combates singulares.

Algunas ciudades como Intercatia pasaron a la historia por su encarnizada resistencia ante el ataque de las legiones de Roma.

## Área geográfica
La civilización vaccea se extendía sobre el centro de la Meseta Norte por ambas orillas del río Duero. Ocupaban la totalidad de la provincia de Valladolid y parte de las de León, Palencia, Burgos, Segovia, Ávila, Salamanca y Zamora.
Actualmente sus fronteras son difíciles de precisar, ya que variaron a través del tiempo. A la llegada de los romanos, los ríos Cea y Esla los separaban de los astures por el noroeste, mientras que la línea que se puede trazar entre los ríos Esla y Pisuerga al norte de Carrión de los Condes sería la frontera con los cántabros. Al este, los ríos Pisuerga y Arlanza marcaban el límite con los turmogos (Clunia, la actual Coruña del Conde ya pertenecía a los arévacos, mientras que Rauda (Roa) era vaccea.  Más al sur, ya en las provincias de Soria y Segovia, los arévacos eran su vecinos y aliados. Por el sur y sudoeste la frontera con los vetones resulta más difícil de precisar (tal vez la zona de los ríos Trabancos/Guareña).  Se sabe que los vacceos poblaron localidades como Padilla de Duero, Cuéllar (¿Calenda?), Cauca (Coca), Nivaria (¿Matapozuelos?), Tordesillas, y Arbucala (Toro).  Es improbable que llegaran a tomar contacto con los lusitanos al oeste de la provincia de Zamora.

## Imágenes

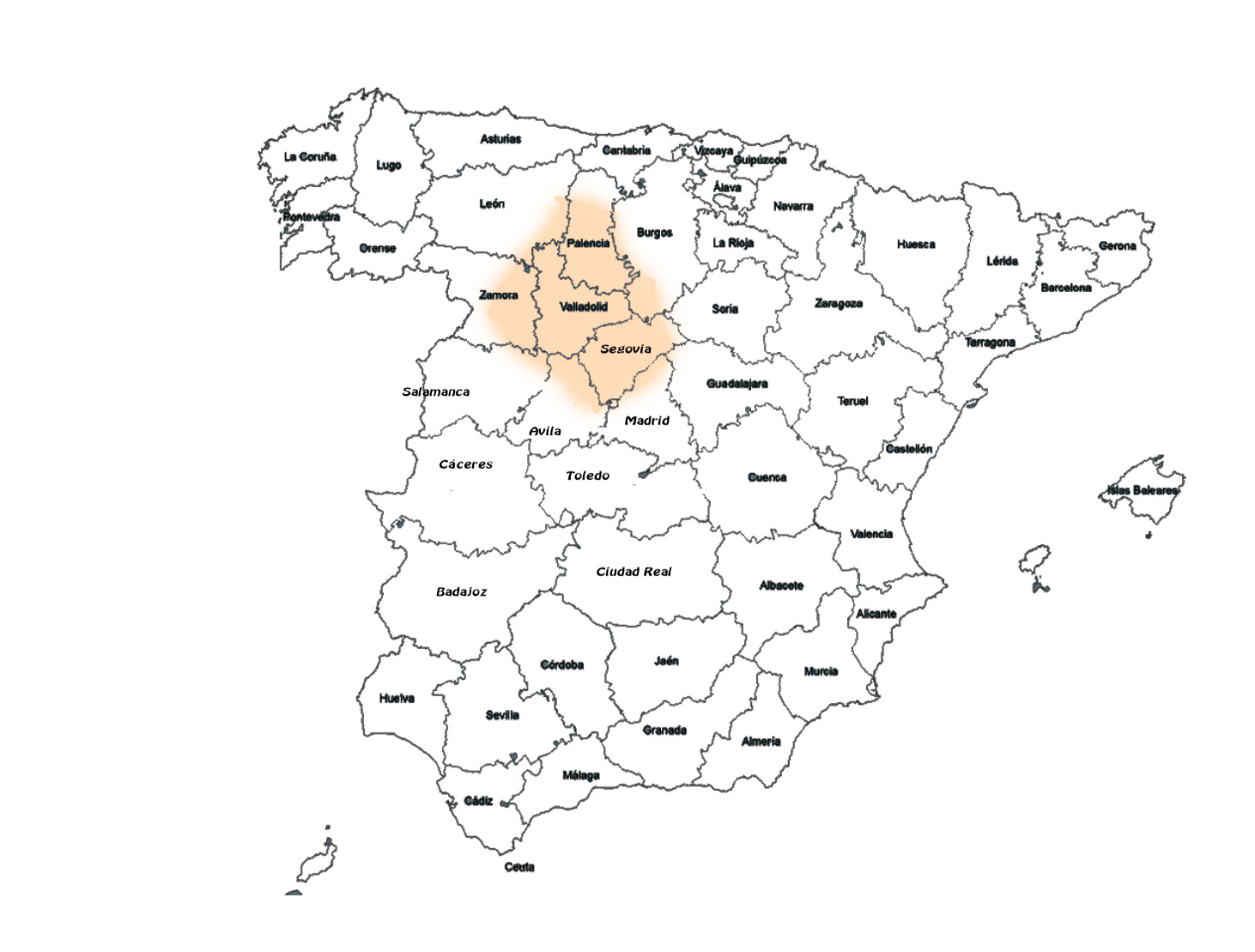
Supuesta distribución aproximada de los vacceos.
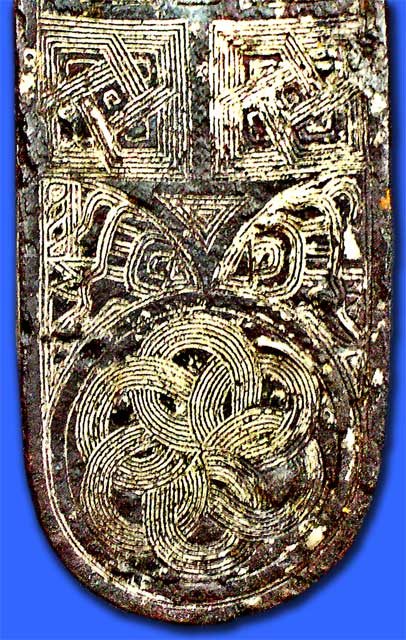
Objeto de hierro finamente nielado en plata hallado en el yacimiento de «Las Ruedas», Padilla de Duero (provincia de Valladolid, España). Se data en la segunda fase de la Edad del Hierro, en siglo IV adC. Se conserva en el Museo Arqueológico de Valladolid.
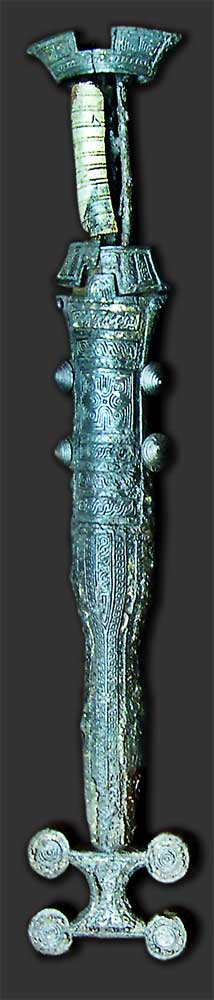
Puñal de prestigio tipo Monte Bernorio, con una rica decoración, hallado en el yacimiento de «Las Ruedas», Padilla de Duero (provincia de Valladolid, España). Se data en la segunda fase de la Edad del Hierro, en siglo IV adC. Se conserva en el Museo Arqueológico de Valladolid.
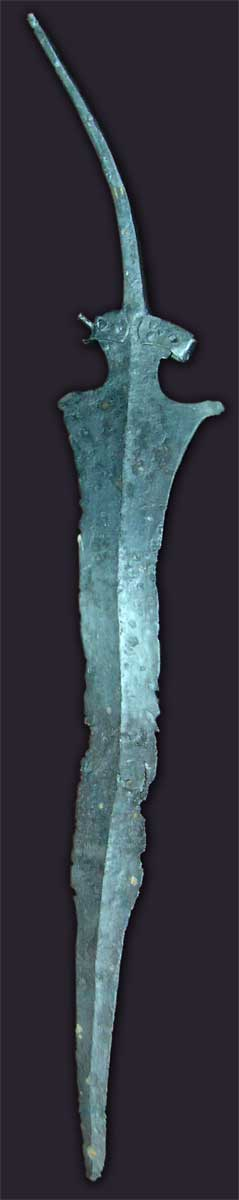
Espada tipo Miraveche, con espiga y parte de la guarda, hallada en el yacimiento de «Las Ruedas», Padilla de Duero (provincia de Valladolid, España). Se data en la segunda fase de la Edad del Hierro, en siglo IV adC. Se conserva en el Museo Arqueológico de Valladolid.